# سبيس إكس كرو 2
سبيس إكس كرو-2 (بالإنجليزية: SpaceX Crew-2)‏ هي الرحلة التشغيلية الثانية المأهولة لمركبة كرو دراجون الفضائية وثالث رحلة مدارية مأهولة، أنطلقت الرحلة في 23 أبريل 2021  وعلى متنها أربعة من أفراد الطاقم إلى محطة الفضاء الدولية. 

## الطاقم
في 28 يوليو 2020 أكدت وكالة ناسا ووكالة جاكسا ووكالة الفضاء الأوروبية مهام رواد الفضاء على متن هذه المهمة.
| الرتبة            | رائد الفضاء                                                                      | رائد الفضاء                                                                      |
| ----------------- | -------------------------------------------------------------------------------- | -------------------------------------------------------------------------------- |
| قائد مركبة فضائية | روبرت كمبرد, ناسا Expedition 65 ثالث رحلة فضائية                                 | روبرت كمبرد, ناسا Expedition 65 ثالث رحلة فضائية                                 |
| طيار              | كي ميجان مكارثر, ناسا Expedition 65 ثاني رحلة فضائية                             | كي ميجان مكارثر, ناسا Expedition 65 ثاني رحلة فضائية                             |
| اخصائي مهمة 1     | أكيهيكو هوشيد, منظمة استكشاف الفضاء اليابانية Expedition 65 ثالث رحلة فضائية     | أكيهيكو هوشيد, منظمة استكشاف الفضاء اليابانية Expedition 65 ثالث رحلة فضائية     |
| اخصائي مهمة 2     | توماس بيسكيه [الإنجليزية], وكالة الفضاء الأوروبية Expedition 65 ثاني رحلة فضائية | توماس بيسكيه [الإنجليزية], وكالة الفضاء الأوروبية Expedition 65 ثاني رحلة فضائية |

رائد الفضاء الألماني ماتياس مورر هو البديل لبيسكيت، بينما تدرب رائد الفضاء الياباني ساتوشي فوروكاوا كبديل احتياطي لهوشيد. 
| الرتبة            | رائد فضاء                                       | رائد فضاء                                       |
| ----------------- | ----------------------------------------------- | ----------------------------------------------- |
| قائد مركبة فضائية | TBA                                             | TBA                                             |
| Pilot             | TBA                                             | TBA                                             |
| اخصائي مهمة 1     | ساتوشي فوروكاوا, منظمة استكشاف الفضاء اليابانية | ساتوشي فوروكاوا, منظمة استكشاف الفضاء اليابانية |
| اخصائي مهمة 2     | ماتياس مورر, وكالة الفضاء الأوروبية             | ماتياس مورر, وكالة الفضاء الأوروبية             |